# 19855 Borisalexeev
19855 Borisalexeev è un asteroide della fascia principale. Scoperto nel 2000, presenta un'orbita caratterizzata da un semiasse maggiore pari a 2,9855236 UA e da un'eccentricità di 0,0866051, inclinata di 9,06745° rispetto all'eclittica.